# 卡明 (愛荷華州)
卡明（英語：Cumming）是一個位於美国艾奥瓦州沃倫郡的城市。

## 地理
卡明的座標為41°29′09″N 93°35′43″W / 41.48583°N 93.59528°W，而該地的平均海拔高度為299米（即981英尺）。

## 人口
根據2010年美國人口普查的數據，卡明的面積為6.66平方千米，當中陸地面積為6.63平方千米，而水域面積為0.03平方千米。當地共有人口351人，而人口密度為每平方千米，52人。
根據美国人口调查局進行2020年美國人口普查的資料顯示，該城市的人口上升至436人，65人，人口構成100%為白人。